# درک سسیل
درک سسیل (انگلیسی: Derek Cecil؛ زادهٔ ۵ ژانویهٔ ۱۹۷۳) هنرپیشه اهل ایالات متحده آمریکا است.
از کار های او می توان به سریال خانه پوشالی (نقش سث گریسون) اشاره کرد.